# Nereiphylla pusilla
Nereiphylla pusilla är en ringmaskart som först beskrevs av Jean Louis René Antoine Édouard Claparède 1870.  Nereiphylla pusilla ingår i släktet Nereiphylla och familjen Phyllodocidae. Inga underarter finns listade i Catalogue of Life.